# Rato
rato（らと）は、日本のアニメーター、キャラクターデザイナー、イラストレーター、アニメ演出家・監督。スタジオたくらんけ出身。東京都生まれ、鳥取県米子市育ち。
大学入学以降より東京都在住。ペンネームのratoは初期の頃は読み方をれいととしていた。アニメーション関係の仕事では伊藤良太名義で活動している。

## 参加作品

### テレビアニメ
2001年
- まほろまてぃっく（作画監督）

2003年
- ななか6/17（作画監督）

2004年
- Get Ride! アムドライバー（作画監督）

2011年
- C（作画監督・作画監督補佐・総作画監督補佐）

2012年
- あの夏で待ってる（作画監督）
- じょしらく（作画監督補佐）
- プリティーリズム・ディアマイフューチャー（作画監修）

2013年
- プリティーリズム・レインボーライブ（作画監修・作画監修協力）

2014年
- Wake Up, Girls!（絵コンテ）
- 犬神さんと猫山さん（コンテ・演出・作画監督・第一原画）
- ピンポン THE ANIMATION（演出・演出補佐）
- PSYCHO-PASS サイコパス 2（絵コンテ・演出）

2015年
- 夜ノヤッターマン（絵コンテ・演出・作画監督）
- ガッチャマン クラウズ インサイト（絵コンテ・演出・作画監督）
- アイカツ！（絵コンテ・演出）

2016年
- アイカツスターズ!（絵コンテ・演出）

2017年
- NEW GAME!!（絵コンテ・演出）
- infini-T Force（絵コンテ・演出）

2020年
- イエスタデイをうたって（副監督、第2・3・9・11・12話絵コンテ、第3・11話演出）
- 池袋ウエストゲートパーク（絵コンテ）

2021年
- 先輩がうざい後輩の話（監督・絵コンテ・演出）

2022年
- 可愛いだけじゃない式守さん（監督・脚本・絵コンテ・演出・第11話原画）

2023年
- 【推しの子】（演出）
- 白聖女と黒牧師（絵コンテ）

2024年
- 時々ボソッとロシア語でデレる隣のアーリャさん（監督・シリーズ構成・脚本・絵コンテ・演出）

### 劇場アニメ
- 映画プリパラ み〜んなのあこがれ♪レッツゴー☆プリパリ（2016年、演出）

### ゲーム
- 白詰草話（Littlewitch、アニメーション[5]）
- ロストカラーズ（自転車創業、キャラクターデザイン・原画）
- ToHeart2（アクアプラス、OP原画）
- 怪盗ルソー（バンダイナムコゲームス、キャラクターデザイン・原画）
- ひぐらしのなく頃に祭（アルケミスト、キャラクターデザイン・原画）
- ひぐらしのなく頃に祭 カケラ遊び（アルケミスト）
- ハヤテのごとく! トレーディングカードゲーム（コナミデジタルエンタテインメント、イラスト）
- 麻雀でいこう！（Contents Creation、1キャラデザイン）
- ひぐらしのなく頃に絆（アルケミスト）
- アイドルマスターシリーズ（バンダイナムコゲームス、CDジャケット・応援イラスト[6][7]など）
- ひぐらしのなく頃に粋（アルケミスト）